# Frontera entre Djibouti i Somàlia
La frontera entre Djibouti i Somàlia és una línia de 390 kilòmetres que separa Djibouti de Somàlia (Somaliland entre 1888 i 1960 i després de 1991).

## Definició
L'extremitat litoral d'aquesta frontera és fixada a Loyada («pous d'Hadou» al text) per les notes intercanviades el 2 i 9 de febrer 1888 entre l'ambaixador francès a Londres, William Henry Waddington, i Robert Arthur Talbot Gascoyne-Cecil, Primer ministre i ministre britànic d'afers exteriors. Aquest punt és reconegut per representants de les dues parts en 1890, i demarcada oficialment el 20 d'octubre de 1933.
L'altre extrem d'aquesta frontera fou fixat després d'una negociació tripartida (autoritats colonials franceses de Djibouti, les autoritats colonials britàniques de Somaliland i Etiòpia) sobre el trifini que té lloc entre març de 1933 i a l'abril de 1934. Aquest punt es fixa a "Medha-Djallelo" el 18 d'abril1934.
Aquesta frontera no ha estat demarcada, a part del seu extrem costaner, ni tan sols definit. Només es defineix com la recta entre aquests dos punts precisament identificats.